# John Stuart Anderson
John Stuart Anderson FRS (* 9. Januar 1908 in London; † 25. Dezember 1990) war ein britischer Chemiker.

## Leben
Nach dem Schulbesuch studierte Anderson am Imperial College London. Anschließend war er als Gastwissenschaftler an der Ruprecht-Karls-Universität Heidelberg tätig, wo seine Forschungen die Chemie der sogenannten Metall-Nitrosyl-Komplexe begründete. 1938 wechselte er als Forscher an die Universität Melbourne und entwickelte dort ein Verfahren zur Rückgewinnung des Elements Protactinium durch ein Kernenergie-Trennverfahren. Zusammen mit Harry Emeléus (1903–1993) verfasste er das 1938 in Erstausgabe erschienene Standardlehrbuch Modern Aspects of Inorganic Chemistry.
Seine Arbeiten zu Metallhalogeniden und der Partition untergeordneter lanthanoider Elemente weckten sein Interesse an Festkörpern. In späteren Jahren befasste er sich daher schwerpunktmäßig mit den Bereichen Festkörper- und Hochtemperaturchemie. Während seiner Tätigkeit am Atomic Energy Research Establishment (AERE) in Harwell (Oxford) beschäftigte er sich mit Forschungen zu Uranoxid. 1953 wurde er Fellow der Royal Society. 1963 erhielt er den Liversidge Award der Royal Society of Chemistry.
1963 wurde er als erster Professor an den Lehrstuhl für Anorganische Chemie der University of Oxford berufen. Während seiner dort bis 1975 andauernden Lehrtätigkeit erforschte er die Einflüsse von extrem hohen Temperaturen auf lanthanoide Carbide und entwickelte ein Elektronenmikroskop zur Bestimmung kristalliner Strukturen.
1973 wurde ihm in Anerkennung seiner herausragenden Leistungen in der Chemie, insbesondere zur strukturellen Untersuchung von unvollkommenen Oberflächen und nichtstöchiometrischen Materialien, mit der Davy-Medaille der Royal Society die höchste britische Auszeichnung für Wissenschaftler auf dem Gebiet der Chemie verliehen. 1975 erhielt er darüber hinaus den Preis für Festkörperchemie (Solid State Chemistry Award) sowie den Longstaff Prize der Chemical Society.

## Schriften
- mit Harry Emeléus: Modern Aspects of Inorganic Chemistry, London, Routledge, 1938; 4. Auflage mit A. G. Sharpe, London, Routledge & Kegan Paul, 1973